# 安娜·安德松
安娜·克里斯蒂娜·安德松（瑞典語：Anna Christina Andersson，1982年1月28日—），瑞典前女子冰球运动员。她曾代表瑞典国家队参加2002年冬季奥林匹克运动会冰球比赛，获得一枚铜牌。